# Liste der Kulturgüter in Orsières
Die Liste der Kulturgüter in Orsières enthält alle Objekte in der Gemeinde Orsières im Kanton Wallis, die gemäss der Haager Konvention zum Schutz von Kulturgut bei bewaffneten Konflikten, dem Bundesgesetz vom 20. Juni 2014 über den Schutz der Kulturgüter bei bewaffneten Konflikten sowie der Verordnung vom 29. Oktober 2014 über den Schutz der Kulturgüter bei bewaffneten Konflikten unter Schutz stehen.
Objekte der Kategorien A und B sind vollständig in der Liste enthalten, Objekte der Kategorie C fehlen zurzeit (Stand: 1. Januar 2023).

## Kulturgüter
| Foto |                                                                                         | Objekt | Kat. | Typ | Standort                                   | Beschreibung |
| ---- | --------------------------------------------------------------------------------------- | --- | ---- | --- | ------------------------------------------ | ------------ |
| ja   | Datei hochladen · Wikidata zu Botanischer Alpengarten Flore-Alpe (Q5926366)             | Alpiner botanischer Garten Flore-Alpe / Jardin botanique alpin Flore-Alpe KGS-Nr.: 10447                               | A    | G   | Champex-Lac 574760 / 97971                 |              |
| ja   | Datei hochladen · Wikidata zu Kapelle Saint-Eusèbe (Q29892389)                          | Kapelle Saint-Eusèbe / Chapelle Saint-Eusèbe KGS-Nr.: 06921                                                            | B    | G   | Route de Saint-Eusèbe 3 576749 / 96842     |              |
| ja   | Datei hochladen · Wikidata zu Glockenturm und Kirche Saint-Nicolas von Myra (Q29892391) | Glockenturm und Kirche Saint-Nicolas-de-Myre / Clocher et église Saint-Nicolas de Myre KGS-Nr.: 06922                  | B    | G   | Rue de l’Église 3 577356 / 97776           |              |
| BW   | Datei hochladen · Wikidata zu Kapelle Notre-Dame des Neiges (Q29892393)                 | Kapelle Notre-Dame des Neiges / Chapelle de Notre-Dame des Neiges KGS-Nr.: 06924                                       | B    | G   | La Fouly, Ferret 1 574104 / 85046          |              |
| BW   | Datei hochladen · Wikidata zu Haus mit Schornstein (Q29892396)                          | Kaminhaus / Maison à cheminée KGS-Nr.: 06926                                                                           | B    | G   | Le Chanton de Reppaz 2 578129 / 98150      |              |
| ja   | Datei hochladen · Wikidata zu 2 bemalte Häuser (Q29892398)                              | Zwei bemalte Häuser / Deux maisons peintes KGS-Nr.: 06927                                                              | B    | G   | Somlaproz 146–148 576199 / 96401           |              |
| ja   | Datei hochladen · Wikidata zu Sust (Q29892400)                                          | Sust / Souste KGS-Nr.: 06928                                                                                           | B    | G   | Route du Saint-Bernard 44b 577409 / 97411  |              |
| BW   | Datei hochladen · Wikidata zu (Q29892394)                                               | Hôtel du Grand-Combin KGS-Nr.: 10577                                                                                   | B    | G   | Champex-Lac, Route du Lac 2 575381 / 97368 |              |
| BW   | Datei hochladen                                                                         | Archäologische Stätte der Römerzeit und des Hochmittelalters / Site archéologique romain-haut moyen âge KGS-Nr.: 17244 | B    | F   | 576754 / 96844                             |              |
| BW   | Datei hochladen                                                                         | Four banal de la Rosière KGS-Nr.: 17341                                                                                | B    | F   | La Rosière 17 578257 / 99445               |              |